# Viewtiful Joe: Double Trouble!
Viewtiful Joe: Double Trouble! est un jeu vidéo de beat them all sorti sur Nintendo DS en 2005, suite de Viewtiful Joe.

## Accueil
- Jeuxvideo.com : 17/20[1]